# Toni Garrn
Toni Garrn, née le 7 juillet 1992 à Hambourg, est un mannequin et une actrice allemande. En 2016, elle crée son association « Toni Garrn Foundation » qui a pour mission de faciliter l'accès à l'éducation des jeunes filles en Afrique.

## Biographie

### Enfance
Antonia « Toni » Garrn est née à Hambourg en Allemagne. Son père est un homme d’affaires, sa mère est cadre en marketing. Elle a un frère aîné, Niklas. À l'âge de deux ans, elle part vivre à Londres avec sa famille en raison du travail de son père, et plus tard à Athènes, alors qu'elle a six ans. À l'âge de dix ans, elle retourne à Hambourg.

### Mannequin
Toni Garrn est repérée à l'âge de treize ans, par Claudia Midolo de l'agence Modelwerk (it) pendant la Coupe du monde de football de 2006 à Hambourg. Elle signe par la suite un contrat avec l'agence Women Management.
Elle débute à New York en défilant pour Calvin Klein durant la saison Printemps/Été 2008 en exclusivité internationale, et remplace Natalia Vodianova comme égérie.
De même pour la saison Automne/Hiver 2008, elle ne défile que pour Calvin Klein. La marque renommée croit en elle et elle apparaît dans les campagnes Calvin Klein Collection et CK Jeans. À l'expiration de son contrat d'exclusivité, elle fait ses débuts sur les podiums internationaux et défile pour plus de 50 shows durant la saison Printemps/Eté 2009 entre Paris, Milan et New York dont Louis Vuitton et Stella McCartney.
En 2008, elle est photographiée par Corinne Day, Mario Testino ou encore Steven Meisel et apparaît pour la première fois, à l’âge de seize ans, en couverture du magazine de mode Vogue (édition allemande).
Elle pose par ailleurs plusieurs fois sous l'objectif de Karl Lagerfeld notamment pour le Vogue Allemagne (octobre 2008) aux côtés de Siri Tollerød, la marque Fendi, L'Express Styles (juin 2009) avec Edita Vilkeviciute, de nouveau pour le Vogue Allemagne (février 2010) aux côtés de Baptiste Giabiconi et le Vogue Russie (décembre 2012) aux côtés de Linda Evangelista.
En 2009, elle est choisie pour figurer en couverture de la centième édition du magazine Numéro.
Toni pose pour des magazines : Vogue (France, Italie, Allemagne, Chine, Espagne, Russie, Japon, Mexique, États-Unis), Elle (États-Unis, Italie, France), Glamour, i-D, Marie Claire (Italie), V magazine, Harper's Bazaar, Numéro (France, Japon, Chine), Tush, Interview, Madame Figaro, Paris Match ou encore Muse (magazine milanais).
Elle porte également la robe de mariée qui clôt les défilés haute couture Automne/Hiver 2011-2012 et Printemps/Été 2012 d'Elie Saab.
En octobre 2011, elle fait la couverture du Vogue Espagne aux côtés de l'acteur Clive Owen.
De 2011 à 2013, ainsi qu'en 2018, elle défile pour Victoria's Secret.
Elle apparaît dans une série de photos réalisée par Ellen von Unwerth pour le calendrier Carl Zeiss de 2012, aux côtés de l'acteur Adrien Brody.
En 2012, elle participe au lancement de la collection Dream Angels de Victoria's Secret à New York en compagnie d'Erin Heatherton et de Lindsay Ellingson.
La même année, elle apparaît dans la publicité du produit capillaire Elvive de L'Oréal Paris.

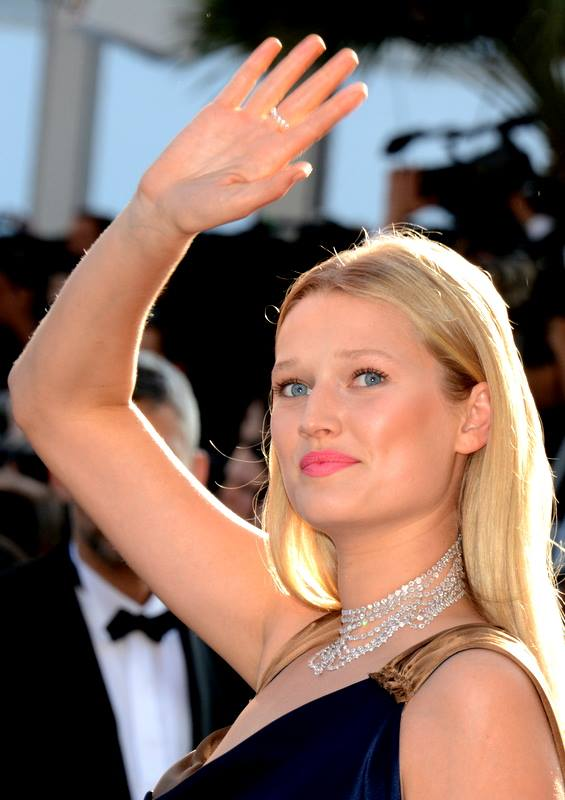
Toni Garrn au festival de Cannes 2015.

En 2013, elle est choisie pour représenter les cosmétiques Aquasource de la marque Biotherm et apparaît dans les pages du catalogue VS Swim de Victoria's Secret. Elle est aussi le visage de la marque NARS.
En 2014, elle devient le visage du parfum Simply de Jil Sander.
En 2015, Toni Garrn pose avec Christy Turlington et Liya Kebede pour la marque suédoise Lindex et devient l'égérie de la campagne Elie Saab Le Parfum.
Elle apparaît nue dans le calendrier 2016 du magazine Lui, dont les bénéfices des ventes sont reversés à l'association "Le Cancer du Sein, Parlons-en !".
En 2016, elle pose aux côtés de la créatrice Iris Apfel dans une campagne pour la marque Aigner et devient l'une des égéries de la marque Kérastase.
En 2018, elle est l'égérie de la marque de maillots de bain australienne Seafolly et de la marque Schwarzkopf.
Elle apparaît également dans le clip La Cintura du chanteur espagnol Álvaro Soler. Elle pose avec l'acteur Daniel Brühl pour la campagne Automne/Hiver Made in Germany de BOSS.
En juin 2020, elle pose en couverture du Vogue Allemagne aux côtés de son compagnon Alex Pettyfer et devient le visage du parfum Angel Nova de Mugler.
En septembre 2023, elle sort sa propre collection de vêtements pour la boutique de mode en ligne About You.

### Actrice
En 2017, elle tourne dans la série allemande You Are Wanted avec Matthias Schweighöfer diffusée sur Amazon Prime Video. Elle incarne également Reeva Steenkamp dans le film Oscar Pistorius: Blade Runner Killer diffusé sur la chaîne de télévision américaine Lifetime et en France sur TF1.
En 2019, elle est à l’affiche du film Berlin, I Love You et participe à la partie dirigée par Til Schweiger aux côtés de Mickey Rourke. La même année, elle fait une apparition dans le blockbuster Spider-Man: Far From Home.

### Vie privée

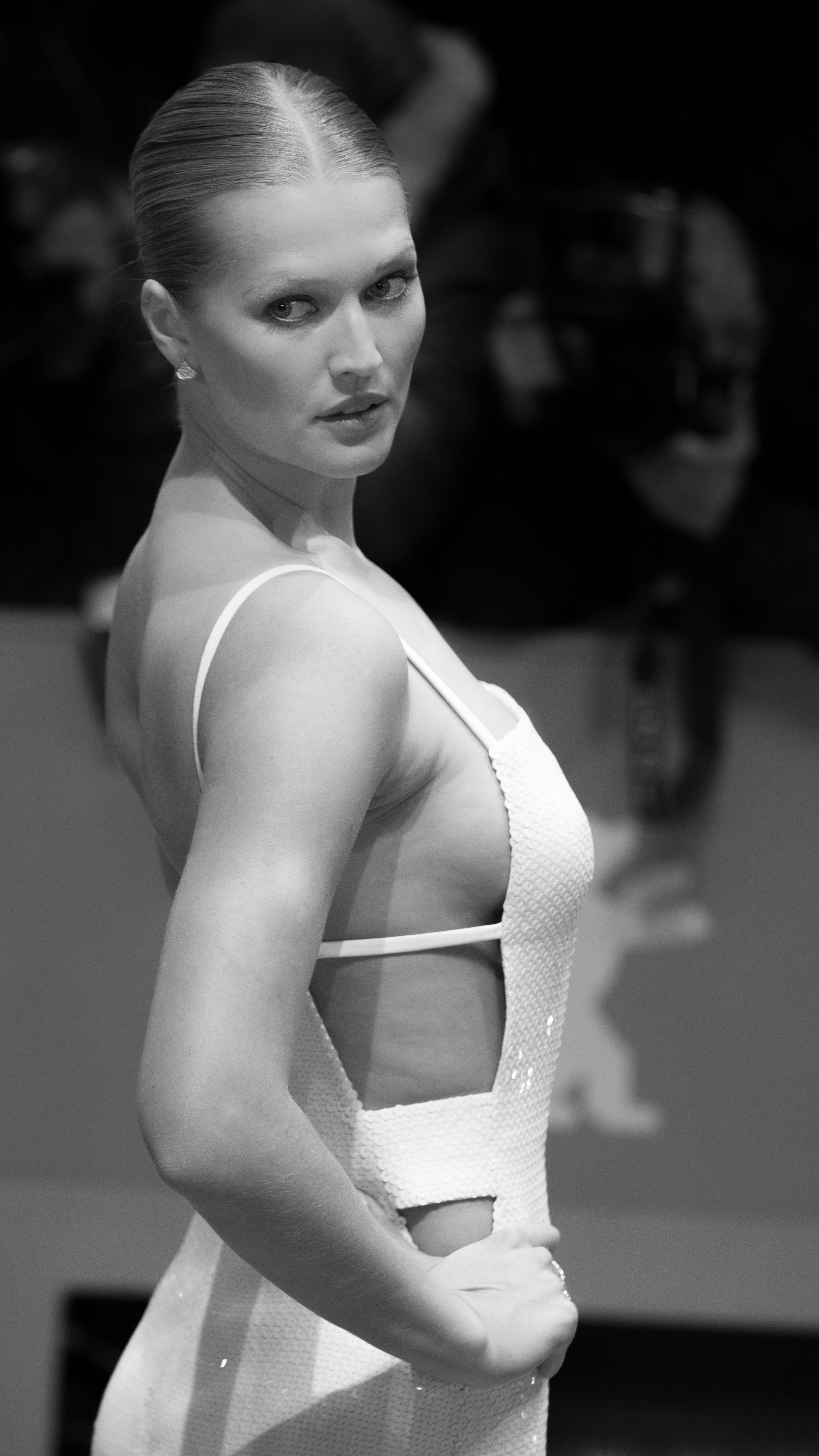
Toni Garrn en 2018.

Toni Garrn est proche des mannequins Karlie Kloss et Jon Kortajarena.
Elle a eu une relation avec l'acteur Leonardo DiCaprio, pendant un an et demi, de mai 2013 à fin 2014. Ils sont de nouveau aperçus ensemble en septembre 2017,.
De 2015 à 2016, elle était en couple avec l'américain Chandler Parsons, joueur de basket-ball,.
En 2018, elle a eu une relation avec l'acteur Enrique Murciano.
En février 2019, elle commence à fréquenter l'acteur Alex Pettyfer. Le couple se fiance lors du réveillon de Noël 2019. Ils se marient civilement le 2 octobre 2020 à Hambourg, en Allemagne.
En mars 2021, elle révèle sa grossesse sur Instagram via une vidéo pour le Vogue Allemagne .
Le 11 juillet 2021, elle donne naissance à une fille appelée Luca Malaika. Le 19 juin 2022, elle se marie une seconde fois à Alex Pettyfer sur l'île de Paros, en Grèce. Le 22 avril 2023, elle annonce leur séparation.
Depuis 2024, elle fréquente l'entrepreneur Joshua Phitoussi.

### Charité
En 2014, Toni Garrn devient la nouvelle ambassadrice de la campagne Because I am a Girl de l'organisation Plan International. Elle collabore avec la marque allemande Closed et crée sa propre ligne de jeans Toni, ainsi que des t-shirts. Une partie du bénéfice des ventes profitent à cette même campagne afin de faciliter l'accès à l'éducation des jeunes filles en Afrique.
En 2016, elle crée son association « Toni Garrn Foundation ».
En 2017, elle collabore avec Vestiaire Collective en organisant une vente caritative permettant de récolter des fonds pour son association.
De nombreuses mannequins acceptent de faire un don. Des vêtements qui ont été portés par Kate Moss, Gisele Bündchen, Rosie Huntington-Whiteley ou encore Naomi Campbell sont ainsi mis en vente,.
En juillet 2018, elle est nommée ambassadrice de l'ODD 5 - Égalité des sexes par le ministre fédéral allemand de la Coopération économique et du Développement, Dr Gerd Müller.

### Campagnes publicitaires

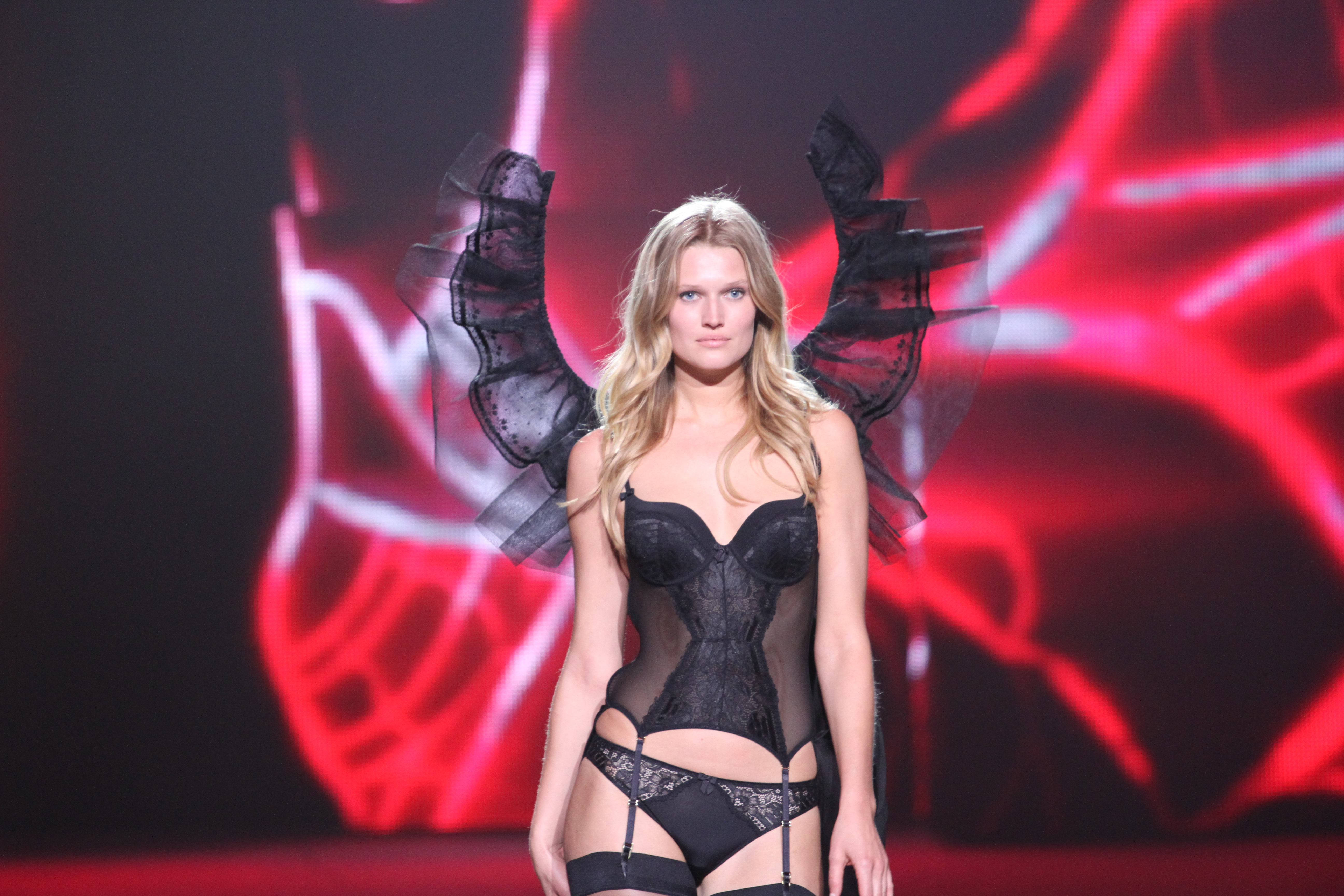
Toni Garrn lors de l'Energy Fashion Night 2016.

Calvin Klein, Prada (L'Eau Ambrée), Versace, Cartier, Jill Stuart, Fendi, Chloé, Burberry, Emporio Armani, Tommy Hilfiger, Neiman Marcus, Filippa K (sv), JOOP! (en), J.Crew, Trussardi (en), Zara, H&M, Shiseido, Massimo Dutti, Givenchy (Maquillage), Hugo Boss, Dior, Donna Karan, Max Mara, Ralph Lauren, Juicy Couture, L’Oréal, Biotherm, Mango, Elie Saab, Blumarine (en), Alexandre Vauthier, Lancel, Aigner, Clé de Peau Beauté, Calzedonia, Seafolly, Tom Tailor, Zalando, allSisters, Mugler, LG.

### Couvertures de magazines
Vogue Allemagne (août 2008, mars 2009, janvier 2010, août 2012, décembre 2012, juillet 2015, février 2017, juin 2020, mai-juin 2021), Vogue Espagne (novembre 2010, avril 2011, octobre 2011, juin 2012), Vogue Italie (novembre 2008), Vogue Russie (janvier 2009), Vogue Mexique (février 2013, septembre 2014), Vogue Turquie (septembre 2013), Vogue Ukraine (janvier 2014), Vogue Corée (juillet 2015), Vogue Portugal (septembre 2017), Vogue Thaïlande (juillet 2018), Vogue Arabie (juin 2023), Numéro France (no 100, no 108, no 112, no 159), Numéro Tokyo (no 31, no 62), Numéro Chine (no 34), Numéro Russie (no 20), Numéro Berlin (no 1), Harper's Bazaar (Ukraine, Allemagne, Espagne, Brésil, Grèce, Mexique), Elle (France, Allemagne, Italie, Espagne), Allure (Russie), Madame Figaro, L'Express Styles, GQ (Allemagne, Afrique du Sud, Mexique), Muse, W, Tush, ZEITmagazin, The Edit, Glamour, Grazia...

## Filmographie

### Cinéma
- 2018 : Du miel plein la tête (Head Full of Honey) de Til Schweiger
- 2019 : Berlin, I Love You : Heather
- 2019 : Spider-Man: Far From Home de Jon Watts : The Seamstress
- 2021 : Crisis de Nicholas Jarecki :  Sarah
- 2021 : Warning d'Agata Alexander :  Olivia

### Télévision
- 2015 - 2020 : Germany's Next Topmodel (Émission) : Elle-même
- 2017 : Under the Bed (Menace à domicile) (Téléfilm) : Lisa
- 2017 : You Are Wanted (Série télévisée) : Katja
- 2017 : Oscar Pistorius : de la gloire au meurtre (Oscar Pistorius: Blade Runner Killer) de Norman Stone (Téléfilm) : Reeva Steenkamp

#### Vidéoclips
- 2018 : La Cintura - Álvaro Soler
- 2019 : Rather Be Alone - Robin Schulz, Nick Martin & Sam Martin
- 2020 : In Your Eyes - Robin Schulz feat. Alida
- 2021 : One More Time feat. Alida  - Robin Schulz & Felix Jaehn